# 花面蟾頭龜
花面蟾頭龜（學名：Phrynops geoffroanus）是蟾頭龜屬下的一種側頸龜，發現於委內瑞拉西南部及東部、哥倫比亞東南部、厄瓜多爾東部、巴西東南部、玻利維亞和巴拉圭北部以及阿根廷東北部。

## 擴展閱讀
- Phrynops geoffroanus （页面存档备份，存于）, The Reptile Database